# Fourtino
 (juin 2024).
Si vous disposez d'ouvrages ou d'articles de référence ou si vous connaissez des sites web de qualité traitant du thème abordé ici, merci de compléter l'article en donnant les références utiles à sa vérifiabilité et en les liant à la section « Notes et références ».
En astronomie, un fourtino est un objet transneptunien de la ceinture d'Edgeworth-Kuiper qui orbite autour du Soleil sur une orbite en résonance 1:4 avec Neptune. Cela signifie qu'il effectue une orbite autour du Soleil pendant que Neptune en fait quatre.

## Étymologie
Le nom, emprunté à l'anglais, est un mot-valise formé de four (4) et de Plutino (planétoïdes en résonance 1:4 avec Neptune). 

## Exemples de fourtinos
- 2003 LA7
- 2011 UP411